# サアド朝

サアド朝
السعديون (アラビア語)

1592年ごろのサアド朝の版図

サアド朝（サアドちょう、Saadi、アラビア語: السعديون）は、16世紀初頭から1659年までモロッコを支配したシャリーフ系王朝である。サード朝もしくはサーディー朝とも呼ばれる。オスマン帝国の拡大を阻止したことや、ソンガイ帝国を滅ぼしたことで知られる。

## サアド朝成立前夜のモロッコ情勢
マリーン朝末期、モロッコは、大西洋岸の主要港をポルトガルによって支配され、サハラ越えの交易ルートの利益も奪われてしまい、経済的に衰退し、山岳地帯の部族が略奪を繰り返すなど政情不安に陥っていた。内陸部では、グイチと呼ばれる一種の自警団、海岸部や平野部では、スーフィズムに支えられたカリスマ的な霊力を持つとされる「聖者」（マラブー）を中心とする宗教的な同胞団が多く生まれるようになった。このような同胞団は、現実生活に疲れ困窮した農民層を聖戦を戦う兵士として巧みに組み込んで成長していったが、サアド朝の君主もそのような同胞団の「聖者」の一人だった。14世紀頃、モロッコ国土の南部、アルジェリアとの国境付近ドラア川流域に定住し、シャリーフ（預言者の子孫）バヌー・サアド族として人望を集めつつあった。15世紀中葉、海岸に近いスース地方、タルーダントの南西のティドレにザーウィヤを開き、やがて地方全体の支持を集めるようになった。

## アガディールへの聖戦とサアド朝の台頭
1511年、スース地方を支配下に置き、「ザーウィヤ国家」と形容しうるまで成長したサアド勢力は、ムハンマド・イブン・アフマド・カーイムに率いられ、ポルトガル支配下にあった海岸部の港町アガディールに聖戦を挑んだ。その勇戦ぶりは、ポルトガル人を恐怖に陥れ、サアド勢力の威信を高めることとなった。これを契機に群小同胞団の聖者たちは、サアド勢力に付き従い、サアド勢力は、アトラス山脈山中のアッカを手中に収め、ポルトガルに交易の利潤を奪われていた隊商部族はこれを歓迎し、サアド勢力を支持した。カーイムは、1517年に死去したが、子のアフマド・イブン・アアラジュが後を継いだ。この世襲をもってサアド朝の成立とし、アアラジュを初代としている。カーイムの友人であった有力なカーディリー教団の長は、アアラジュのためにフェズのカーディリーヤとの仲介をしたので、隊商部族とともに多くの同胞団の支持を受けたアアラジュは、1525年、マラケシュを占領、翌1526年には、南方のトゥアト地方を制圧、スーダンとの南方貿易を完全に握ることになる。1541年、アガディールを奪回、脅威を感じたポルトガル人は、マラケシュの北西150kmの海岸沿いの町サフィーやアズムムールから引き上げた。以後、サアド朝は、フェズに残るワッタース朝と本格的に対峙する事になるが、ポルトガルに屈服し続けたワッタース朝に余力は残されておらず、1545年、アレジの弟ムハンマド・アッ＝シャイフがフェズを急襲すると、ワッタース家は、オスマン帝国のスレイマン1世に救援ないし和睦の仲介を求めるが不調に終わり、1549年、サアド朝勢力は、フェズに入城、ワッタース王を捕らえた。逃亡した王弟アブー・ハサンは、スペイン王フェリペ2世とオスマン帝国の後ろ盾のあるアルジェー海賊（バルバリア海賊）の支援で、1554年、フェズを占領するが、オスマン帝国の介入を嫌った占領地のモロッコ人が謀反したため、同年中にサアド朝にフェズを奪還されることになる。一方、サアド朝の勢力拡大は、他の有力同胞団の嫉妬を生み、一度は和解したフェズのカーディリー教団がワッタース家のアブー・ハサンを支援しようと動いたこともあったため、サアド朝は、有力同胞団や修養所勢力の離間策を図り、首尾よく彼ら同士に内戦させて共倒れさせることに成功した。

## 巧みな外交と「マハザン川の戦い」
1555年、アアラジュが死ぬと、弟ムハンマド・アッ＝シャイフが王位を継ぎ、西方への進出を狙うオスマン帝国対策としてアルジェリアの港町オランにいるスペイン人と協定を結ぶ一方、アブドゥル・マリクとアフマドをスレイマン1世のもとに奉仕させ、その褒美としてゴレッタ港を与えられるなど、巧みな二面外交を行った。この方針は、1557年、アッ＝シャイフの長子ムーライ・アブドゥッラー（在位：1557年 - 1574年）が後を継いでからも継承され、アブドゥッラーは、バディーのスペイン人と結ぶ一方、経済政策に力を注ぎ、ワッタース家時代に廃道になっていたサハラ越えの隊商ルートを復旧させた。1574年にポルトガル王が旧領回復を意図して侵入するか、大した戦闘は起こらずにポルトガル軍は引き上げていった。同年、アブドゥッラーの子ムハンマド・アル＝ムタワッキル（アブー・アブドゥッラー・ムハンマド2世）が即位するが、2年後に、叔父のアブドゥル・マリク（アブー・マルワン・アブド・アル＝マリク1世）に王位を奪われたため、ムタワッキル王は、旧敵ポルトガルのドン・セバスチャン王（セバスティアン1世 (ポルトガル王)）を頼った。十字軍編成の願望が強く、多少の奇行で知られるこのポルトガル王は、アフリカ北部の旧領を回復して交易拠点を築き、発言力を強化したい目的からアル＝ムタワッキルと同盟し、1578年、騎士軍を率いて再度モロッコに侵入した。アブドゥル・マリクは、これを同年8月4日にジブラルタル海峡の南方数十キロしか離れていないラーライシュとアルジーラの中間を流れるルッコス川とその支流マハザン川周辺で迎え撃った。この戦いは、モロッコでは、「マハザン川の戦い」と言い、ポルトガルでは、ドン・セバスチャン王が戦死して本土がスペインの支配下に入る契機を作ってしまったことから、アルカセル・キビールの惨事と呼ばれる。また、ポルトガル王とサアド朝の前王と現王が会戦を行ったことから、「三王の戦い」とも呼ばれる。緒戦は、アブドゥルマリク麾下のサアド朝軍が異教徒撲滅の聖戦意識に燃えて善戦したが、やがてじわじわとポルトガル軍の優れた火器が威力を示し始め、サアド朝軍は戦略的に後退を行った。勢いに乗るポルトガル軍は、これを追撃したが、ここにサアド朝の伏兵と騎兵が側面から攻撃をかけた。ポルトガル・アル＝ムタワッキル連合軍はこの包囲攻撃で総崩れとなり、サアド朝軍の反撃に対抗できずに打ち破られて敗走した。この戦いでは、ポルトガル王もアル＝ムタワッキルも、また戦いには勝ったものの、アブドゥル・マリク自身も戦死した。アブドゥル・マリクを継いで王位に就いたのは、王弟アフマドである。

## 英主アフマド・アル＝マンスール
アフマドは、マンスール（「勝利者」）、「黄金の人」というあだ名を付けられて、アフマド・アル＝マンスール（在位：1578年 - 1603年）と呼び習わされ、サアド朝の全盛期を築いた一代の英傑であった。彼は、前述の通り、若い頃にオスマン帝国のスレイマン1世のもとにいたことがあるが、外遊によってトルコだけでなくヨーロッパ各地の事情にも通じ、トルコ語を含む数カ国語を操るという天才的な人物であった。スペインに対しては、友好関係を維持し、フェリペ2世がポルトガル王を兼ねることについて、恐れを抱いたイギリスのエリザベス1世の協定締結を拒絶しつつも、スペインに対するイギリスの意識を巧みに利用して、1589年、スペイン統治下のアルジーラを獲得した。トルコに対してもその侵攻に備えてフェズの城壁を強化し、アルジェリアよりにある町の城壁を固める一方で、宮廷の高官たち全てにトルコ語を学ばせたり、軍隊にもトルコ風の要素を取り入れるなどトルコを必要以上に刺激しないよう注意を払った。内政においては、各地の聖者信仰の対象である小聖者たちを「王政機構（マフザン）」に組み込んだ。そして閣僚には、各地の有力部族長のほか、有能であれば、旧キリスト教徒や旧ユダヤ教徒も登用して、国内の安定化と行政機構の効率化を図った。それから国内に残存する小聖者を中心とする同胞団勢力や修養所勢力、山岳部族を一つずつ平定していった。この掃討戦においてアフマド・アル＝マンスール王の威光は、神の恩寵（バラカ）として捉えられ、スーフィー勢力の中にも戦わずして降伏する勢力も多かった。このような国内安定策は、当然ながら経済的な繁栄をもたらし、多数の国の商船がモロッコの各港に入港した。王は、運河を整備させたので、サハラ越えの交易路と海路が結ばれ、物資の流通がスムーズになり、その中継貿易の利益が国庫を潤した。ヨーロッパ各国の外交使節団も王の歓心を買うために頻繁にマラケシュの宮廷に来訪した。王の時代には、マラケシュに壮麗な墓宮やトルコの要素を取り入れつつ、イタリアから運んだ大理石で築かれたバーディー宮殿、フェズに華麗なサーン・パピオンが付設されたカラウィーン・モスクが築かれた。また、マリーン朝時代に建てられたイブン・ユースフ・マドラサを修復し、その規模を拡張した。

## テガーザ塩鉱問題とソンガイ帝国の攻略
サアド朝とソンガイ帝国は、アフマド・アル＝アアラジュの時代からソンガイ帝国のイスハーク1世（在位：1539年 - 1549年）と現マリ共和国の北端、サハラ砂漠中にあるテガーザの岩塩を巡って所有権争いをしていた。アフメッド=ル=アレジの頃、王弟ムハンマド・アッ＝シャイフによる占領を阻止し、逆にトゥアレグ族の騎馬隊を使ってモロッコに侵攻させた。アフマド・アル＝マンスール王も引き続きその所有権を主張し続け、当初はソンガイのアスキア・ダーウード（在位：1549年 - 1583年）とソンガイ帝国の利権と所有を保証することでとりあえずの妥協をしていた。しかし、サアド朝にとって、ソンガイの領有する西スーダンの塩と金とその交易ルートを支配し、黒人奴隷を獲得することは経済的に非常に魅力的な話であった。マンスール王は、アスキア・ダーウードが死に、ムハンマド3世（在位：1583年 - 1586年）が継ぐと、ソンガイ攻略の機会をうかがい、テガーザを占領、1585年に2000人の先遣部隊にソンガイ国内の様子を探らせた。ムハンマド4世（在位：1586年 - 1588年）が即位すると、ソンガイ国内で内乱が起こり、弱体化が始まった。マンスール王は、内外の情勢を検討し、アルジェリア方面への遠征はトルコを刺激し、泥沼の戦いになるが、西スーダンのソンガイ攻略については、トルコは関知せずの態度をとるだろうと判断していた。1590年、機は熟したと判断した王は、西スーダン遠征について、閣僚に諮った。当初閣僚たちは、押し黙っていたので、王は、反対だとしたら何故かと問うと、渡り鳥さえ力尽きて落ちるという環境の厳しいサハラ砂漠へ大軍を送れるのかということと、遠征中のトルコの干渉を恐れる意見を述べた。王は、隊商が通れる道を軍隊が通れないはずがあろうか、またトルコは、南回りでモロッコ攻略するような冒険はしない、と主張し、1590年12月29日、火縄銃を装備した歩兵2000、同じ装備の騎兵500、槍と投げ槍装備の騎兵1500、8000頭のラクダと1000頭の馬という大軍を出発させた。隊長は、パシャ・ジェデルというキリスト教からの改宗者で遠征部隊自体にもキリスト教からの改宗者を多く含んでいた。1591年3月1日、遠征軍は、ついにサハラを踏破したが、厳しい環境のため、1000人あまりに減っていた。しかし、火縄銃という火器を持っているモロッコ軍は、盾と槍しか知らないソンガイ軍を打ち破った。3月21日の会戦でソンガイ王イツハーク2世は、大敗し逃走した。翌1592年4月に殺され、ソンガイ帝国は完全に滅亡することになる。モロッコ軍は、1591年4月25日に待望のトンブクトゥ入城を果たすが、トンブクトゥは廃れた極貧の町になっていた。実は、ソンガイ帝国は、1580年代に入って、王位継承争いのみならず旱魃、洪水、疫病の頻発によって荒廃していたのだった。1599年、ソンガイの属国になっていたマリ帝国のマフムード4世は、ソンガイ崩壊の混乱状態に乗じてジェンネを奪回し、かつての繁栄を取り戻そうと試みたが、武器に勝るモロッコ軍に打ち破られ、今度こそ見る影もない小国に分裂していった。サアド朝はその後、22年間、トンブクトゥの太守（パシャ）を任命し続ける。任命太守がいなくなってからも、旧ソンガイ領を支配したモロッコ人部隊は、サアド朝が滅んで100年以上も経った1780年頃まで彼ら自身の中から太守を選任し、周辺部族から税を取り立て続けた。西スーダンの征服は、サハラ越えの交易ルートの安定化につながり、サアド朝の威信を高めた。黄金や象牙の流入も以前より容易になり、マンスール王の死後もサアド朝は、しばらくは経済的な繁栄を謳歌することができた。

## 内乱と経済的衰退
マンスール王の息子たちは、いずれも無能な人物であった。長子ブー・ファリーズ（在位：1603年 - 1608年）はマラケシュで、次子ムハンマド・エッ・シェイク2世エル・マームーン（在位：1608年 - 1613年）はフェズで、三子ムーラーイ・ジダーヌ（在位：1613年 - 1627年）は、マラケシュとフェズの中間、タードラ地方でそれぞれ宮廷を開いて王を称した。ムーラーイ・ジダーヌは、フェズに入ってマームーンを投獄するが、ブー・ファリーズは、マームーンを密かに解き放つことによってジダーヌ勢力の弱体化を狙うといったように内戦状態に入った。以後この内乱状態は20年近く続くことになる。1613年、マームーンは暗殺され、子のアブドゥラーがマームーンの勢力を受け継いだ。アブドゥラーは伯父のブー・ファリーズを暗殺する。ジダーヌは、やがてフェズと北部平野を放棄し、以後ジダーヌとその子孫は、1627年までマラケシュを根拠地とすることになる。王家の嫡流がこのような状態であるので、王家の血を引く分家諸侯も自らの根拠地で独立を図るようになり、マンスール王時代には、「地下に」潜んでいた同胞団や修養所勢力が分家諸侯との同盟によって勢力拡大を図るようになる。このようなサアド朝の分裂状態は、商人たちにとっては、分家諸侯の領地を通るたびに多額の通行税がかけられるという深刻な事態を生み出し、経済を沈滞化させていった。

## 世界情勢の変化とサアド朝の「消滅」
このサアド朝の経済に追い討ちをかけたのが、ヨーロッパ諸国の新大陸の開発であった。16世紀、スペインは中米とアンデス方面を征服し、ポルトガルはブラジルを植民地化したが、スペインはカリブ海を囲むアンティル諸島、ポルトガルはブラジルでそれぞれ甘蔗栽培を始めた。そのため、モロッコの重要な産物であった砂糖の価値が下がることになった。また、ポルトガルは、1640年にスペインから独立すると、ギニア湾北岸まで至る西アフリカ海岸沿いに多くの港を開発、西アフリカ、アカンの黄金と象牙を直接入手できる港を獲得したことになって、モロッコの持つ大西洋岸の港の価値も下がることになる。この時期には、スペインとポルトガルの関心は、黄金よりも奴隷の獲得に向かった。というのは、甘蔗栽培はいくらでも奴隷を必要としていたからだった。1600年以前では、年間1万6000人だった奴隷の輸出が、17世紀に入るとその10倍にまでなった。しかも、西アフリカの開発と奴隷の獲得は、ギニア湾沿岸の黒人王国にも影響を与えた。つまり、奴隷獲得のためにスペインとポルトガルは黒人王国の君主たちの要求するにまかせて、銃などの優れた兵器を与えたので、サアド朝の権威はこのことによっても傷ついた。ナイジェリアのギニア湾岸に栄えたベニン王国の「銃を持つポルトガル人」を象ったいくつかの青銅彫刻はこの時期を象徴する美術作品である。モロッコ行き隊商も1年に1回であったのが3年に1回に減らされた。ムーラーイ・ジダーヌ王がトルコにどうにかしてくれと泣きつくという事態になり、アブドゥッラーの次子アル・ワーリド王（在位：1631年 - 1636年）は、即位するや黄金の輸出を禁止した。元気なのは、「小聖者」を中心とするアル・アヤチ家やディラー団といったイスラム同胞団や修養所勢力であった。スペインなどに聖戦を挑む一方海賊活動まで手がけて活躍した。サアド朝は、同砲団の首領たちを知事に任命したり、ムハンマド・エッ・シェイク・スギール王（在位：1636年 - 1654年）などは、ディラー団の首領ムハンマド・ハッジを軍司令官に任命したりして懐柔しようとするが、彼らの独自の活動を止める力を失っていた。また、アトラス山中から興った「聖者」ブー・ハッスーンが、スース地方のセイテリヤー修養所の「聖者」になってサアド朝との抗争を続け、モロッコ北部のラーライシュを念願の港として手に入れるなどの勢力を示した。このためサアド朝は、すっかり衰退し、アフメッド・ル・アッバース王（在位：1654年 - 1659年）を最後に直系の王を立てられず、一同胞団や一修養所勢力に成り下がった。その後、サアド朝の残党の公子の一人ライイランは、ディラー団の本拠新サレ（現ラバトのウダヤー地区）を1664年に奪って1668年まで支配し、「海賊大将」の名でマルセイユと通商、2つの銀行に莫大な預金をしたという。ライイランの海賊活動は、1672年にアラウィー朝に降った後も続けられた。モロッコの統一は、1670年のアラウィー朝のムーラーイ・ラシード（在位：1666年 - 1672年）による再統一を待たねばならない。

## 歴代君主
1. アブー・アブドゥッラー・アル=カーイム（1509年 - 1517年）
2. アフマド・アル=アラジ（1517年 - 1544年）
3. ムハンマド・アシュ=シェイク（1544年 - 1557年）
4. アブドゥッラー・アル=ガリブ（1557年 - 1574年）
5. アブー・アブドゥッラー・ムハンマド2世（1574年 - 1576年）
6. アブー・マルワン・アブド・アル=マリク1世（1576年 - 1578年）
7. アフマド・アル=マンスール（1578年 - 1603年）
8. アブー・ファリーズ・アブドゥッラー（1603年 - 1608年）

マラケシュ政権
1. ムーラーイ・ズィダン・アブー・マーリ（1603年 - 1627年）
2. アブー・マルワン・アブド・アル=マリク2世（1627年 - 1631年）
3. アル・ワーリド（1631年 - 1636年）
4. ムハンマド・エッシェイク・エス・セギール（1636年 - 1655年）
5. アフマド・エル・アッバース（1655年 - 1659年）

フェズ政権
1. ムハンマド・エッシェイク・エル・マームーン（1604年 - 1613年）
2. アブドゥッラー2世（1613年 - 1623年）
3. アブド・エル・マレク（1623年 - 1627年）